# Embriologia umana
L'embriologia umana, come del resto l'embriologia in genere, studia lo sviluppo embrionale, cioè le primissime fasi della vita, che hanno inizio con lo zigote.
Il termine embrione viene utilizzato con significati non sempre coincidenti. Le prime fasi di sviluppo dell'organismo umano comunque sono universalmente definite: zigote, morula, blastula e gastrula. La letteratura scientifica è abbastanza concorde invece nello stabilire la fine della fase embrionale attorno alla nona - dodicesima settimana, quando, sino al momento del parto, si parla correttamente di feto.
L'Organizzazione mondiale della sanità ha comunque stabilito, sulla base della letteratura scientifica internazionale, che dopo la fecondazione e fino all'incirca al quattordicesimo giorno, il prodotto del concepimento potrebbe dividersi dando vita a un parto con più nascituri, il che, insieme ad altre considerazioni (per esempio legate all'impossibilità di stabilire quali cellule formeranno la placenta e quali il nascituro) porta alcune correnti di pensiero ad affermare che non si può parlare di embrione nel senso di futura persona prima del 14º giorno di gestazione. In questo caso parte della comunità scientifica definisce questo come stadio pre-embrionale.
Lo studio delle modalità tramite le quali a partire da due cellule sessuali chiamate gameti si possa ottenere naturalmente un organismo vivente adulto, normalmente capace a sua volta di riprodursi, è oggetto di studio della disciplina scientifica denominata biologia dello sviluppo, disciplina scientifica di cui l'embriologia umana, così come l'embriologia generale, fanno parte.

## Sviluppo
Tutte le fasi dello sviluppo saranno descritte dall'inizio della fecondazione dello zigote. Lo sviluppo è regolato, dall'interno, dai geni, ereditati dai genitori e, dall'esterno, dalla complessa interazione biochimica con la mucosa uterina e con l'organismo della madre. Possono incidere sui fattori esterni l'alimentazione della madre ed eventuali farmaci da lei assunti durante la gravidanza. Il sistema unificato per fornire una cronologia dello sviluppo è il sistema degli stadi di Carnegie.

### Prima settimana

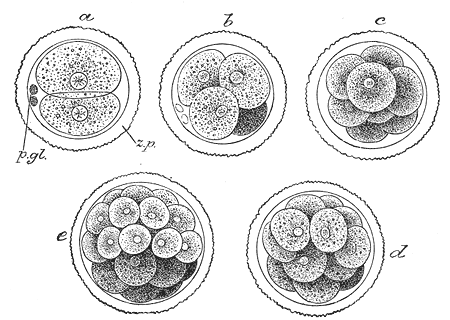
Formazione della morula

Dopo la fecondazione, contemporaneamente, la cellula uovo si divide in cellule sempre più piccole, chiamate blastomeri lasciando inalterato il volume, e si dirige verso l'utero, sospinto dalle ciglia dell'ovidotto.
Durante il terzo giorno, i blastomeri si compattano non lasciando spazi tra loro, e iniziano un processo di profonda modifica della struttura cellulare: aumenta la sintesi proteica, avviene la polarizzazione delle cellule interne, mentre quelle periferiche restano apolari e diventano più piccole di quelle interne, formando tra loro giunzioni occludenti. Si definisce morula lo stadio in cui il germe conta da 8 a 16 blastomeri.
Fino allo stadio di 8 cellule, i blastomeri sono totipotenti; oltre, se rimossi, vengono rimpiazzati da altri già differenziati, ovviamente dello stesso tipo.
Il quarto giorno il germe entra nella cavità uterina e iniziano a comparire tra le cellule spazi pieni di fluido che si uniscono in uno solo, il blastocele. La morula si trasforma quindi in blastocisti, che ha un bordo esterno di blastomeri chiamato trofoblasto (che non farà parte dell'embrione, ma costituirà il corion e la placenta) e un cumulo da una parte sola della blastocisti, chiamato massa cellulare interna. La blastocisti rimane in sospensione per 2 giorni, dove triplica le sue dimensioni.
Al quinto giorno le cellule del trofoblasto digeriscono attivamente la zona pellucida, permettendo la schiusa della blastocisti. La zona pellucida è essenziale per il differenziamento del trofoblasto.
Una volta libera, la blastocisti nel sesto giorno, aggancia l'endometrio formando dei nodi che la fissano alla parete. La penetrazione avviene nel settimo giorno attraverso enzimi secreti dalle cellule del trofoblasto che si trovano a diretto contatto con l'endometrio, le quali si trasformano in sinciziotrofoblasto; le altre cellule del trofoblasto diventano citotrofoblasto. Anche all'interno, le cellule a diretto contatto con il blastocele si trasformano, formando l'ipoblasto.
Il sinciziotrofoblasto è formato da cellule polinucleate con attività invadente, dirompente, digerente; la sua attività serve a distruggere le cellule endometrali per far penetrare la blastocisti nell'endometrio e al contempo liberare nutrienti (nutrizione istotrofica). È responsabile della reazione deciduale e produce hCG, un fattore che salva il corpo luteo, trasformandolo in corpo luteo gravidico impedendo quindi le mestruazioni. Infine determina la protezione immunologica dell'embrione al contatto con i tessuti materni.
Nella prima settimana è necessaria la presenza di LH e progesterone in quantità maggiore rispetto a quella di estrogeni. 

### Seconda settimana
Nell'ottavo e nono giorno la blastocisti attraversa l'epitelio endometriale e, a mano a mano che penetra, tutte le cellule del trofoblasto a contatto con l'endometrio si trasformano in sinciziotrofoblasto.
Compaiono vescicole tra le cellule del sinciziotrofoblasto e quelle della massa cellulare interna che confluiscono in una unica, che è la cavità dell'amnios. Inoltre le cellule si dispongono su due strati: gli amnioblasti, cellule sferiche a diretto contatto con l'endometrio, e l'epiblasto, formato da cellule grandi e cilindriche a diretto contatto con l'amnios che si trovano direttamente sopra l'ipoblasto. Quest'ultimo è formato da cellule cubiche e si espande lungo tutte le pareti del blastocele racchiudendolo nella cosiddetta membrana di Heuser.
La parte di epiblasto che si differenzia è quella a primo contatto con l'endometrio, che si trasforma in cellule più sferiche chiamate amnioblasti.
Al decimo giorno la blastocisti è già completamente penetrata nello stroma dell'endometrio, formando un tappo di chiusura costituito da un coagulo di sangue. Il sinciziotrofoblasto circonda tutta la blastocisti, ma è particolarmente esteso al polo embrionale, dove è misto a detriti cellulari e capillari che ha liso durante la penetrazione.
L'epiblasto prolifera attivamente cellule mesenchimali che si insinuano tra la membrana di Heuser e i trofoblasti, il mesoderma extraembrionale.
Nel sinciziotrofoblasto iniziano a crearsi delle lacune piene di sangue e fluidi ghiandolari, che a partire dal dodicesimo giorno si fondono tra loro creando una rete di canali in cui il sangue derivante dai capillari materni arteriosi e venosi inizia a circolare in questo sistema lacunare (passaggio a nutrizione emotrofica). Intanto dall'ipoblasto si genera un altro strato di cellule che ricopre la membrana di Heuser, per poi sostituirla.
Compaiono delle cavità nel mesoderma extraembrionale che durante il tredicesimo giorno confluiscono in una sola, chiamato celoma extraembrionale, che circonda completamente il sacco vitellino e riduce il mesoderma extraembrionale a due foglietti: quello che si accolla al citotrofoblasto e all'amnios (somatopleura extraembrionale) e quello che si accolla al sacco vitellino, all'epiblasto e all'ipoblasto (splancnopleura extraembrionale);essi si continuano l'uno nell'altro tramite il peduncolo di connessione, che diverrà il futuro cordone ombelicale. Inoltre il citotrofoblasto crea i villi primari, delle strutture esterne alla blastocisti, che penetrano nel sinciziotrofoblasto.
Il quattordicesimo giorno le cellule generate dall'ipoblasto hanno sostituito completamente la membrana di Heuser e racchiudono una cavità chiamata sacco vitellino secondario.
Nella seconda settimana avvengono inoltre le tappe fondamentali per la reazione deciduale, ossia la modificazione morfologica delle cellule stromali dell'endometrio che diventano altamente trofiche per la blastocisti e limitano contemporaneamente l'invasione della stessa.

### Terza settimana
Verso il quindicesimo giorno alcune cellule migrano dalla periferia verso l'asse centrale, creando un ispessimento chiamato linea primitiva. All'estremità anteriore della linea si forma un ispessimento chiamato nodo di Hensen. Lungo la linea fino al nodo, le cellule migranti dell'epiblasto proliferano, cambiano forma e poi si invaginano all'interno del disco embrionale.
Quelle che si invaginano per prime si inseriscono tra epiblasto e ipoblasto, espandendosi e sostituendo man mano l'ipoblasto. Questo nuovo strato si chiama endoderma.
Quelle che si invaginano successivamente si spostano lungo la membrana basale dell'epiblasto, riempiendo lo spazio tra epiblasto ed endoderma; questo è il mesoderma. Ciò che resta dell'epiblasto prende il nome di ectoderma.
Tutto questo processo prende il nome di gastrulazione, ed è accompagnato sia da un accrescimento del disco che da un allungamento, nonché dallo spostamento delle invaginazioni e del nodo di Hensen verso le zone posteriori, che verrà completato solo alla quarta settimana. Al sedicesimo giorno si creano delle depressioni circolari dove l'ectoderma si salda fortemente con l'endoderma, una anteriormente e una posteriormente. Quella anteriore viene chiamata membrana faringea e la posteriore membrana cloacale. Inoltre dal sacco vitellino parte una estroflessione in direzione del peduncolo di connessione chiamata allantoide.
Nel diciassettesimo giorno le cellule mesodermiche hanno occupato tutto lo spazio disponibile tra endoderma ed ectoderma, tranne che in corrispondenza delle membrane faringea e cloacale, dove è del tutto assente. Le cellule che penetrano attraverso il nodo di Hensen si muovono in linea retta verso la membrana faringea creando il cosiddetto processo cefalico all'interno del foglietto mesodermico, e una depressione dal lato ectodermico chiamata fossetta primitiva. Questa fossetta si prolunga all'interno del processo cefalico trasformandolo in un tubo cavo (canale cordale), spingendosi fino al sacco vitellino, e permettendo la comunicazione tra questi e la cavità amniotica (canale neurenterico o di Lieberkühn). Tale processo permette il ripiegamento della placca cordale in un cordone pieno, la notocorda, mentre l'ectoderma e l'endoderma si richiudono.
Durante la formazione della notocorda le cellule immediatamente sovrastanti diventano più alte e voluminose creando una regione nell'ectoderma più spessa, la placca neurale. Questa inizialmente ha una forma ovoidale che si estende a mano a mano che il processo cefalico avanza. Al diciannovesimo giorno, quando la notocorda si è formata completamente, i bordi della placca neurale si innalzano formando le pieghe neurali che si incurvano sempre più e, al ventunesimo giorno, convergono e si chiudono dando origine al tubo neurale e alla cresta neurale (la parte della doccia che non si chiude nel tubo). La placca neurale altresì spinge il nodo di Hensen e la linea primitiva verso la membrana cloacale.
Nel diciottesimo giorno, le cellule del mesoderma più vicine al processo cefalico proliferano attivamente dando origine a ispessimenti paralleli (mesoderma parassiale). Nel mesoderma laterale, invece, si creano delle cavità che confluiscono separandolo in somatopleura (a contatto con l'ectoderma) e splancnopleura (ricopre l'endoderma). Il tratto di mesoderma che collega il parassiale al laterale si ispessisce a sua volta in due cordoni paralleli (mesoderma intermedio). Alla fine della terza settimana il mesoderma posto a fianco del tubo neurale si organizza in raggruppamenti chiamati somitomeri.
Il cuore e i vasi sanguigni derivano dagli angioblasti, cellule mesenchimali che derivano dalla splancnopleura. Il sangue, invece, viene prodotto soltanto nelle isole sanguigne che si trovano nel sacco vitellino; successivamente con l'accumulo di emoglobina in quantità rilevanti, gli eritoblasti delle isole diventano eritrociti primitivi.
Gli angioblasti si aggregano, invece, in vescicole sempre più grandi formando i cordoni angioblastici che accrescendosi e unendosi tra loro creano vasi sanguigni distribuiti uniformemente. La prima rete di vasi si forma nel sacco vitellino, poi nel peduncolo, poi nel corion e finalmente si uniscono agli abbozzi del cuore. L'accrescimento dei vasi dipende dalla quantità di sangue che li attraversa.
Nell'area cardiogena le cellule del mesenchima formano due cordoni endocardici, destro e sinistro, che creano le cavità al loro interno e si collegano tra loro a seguito dei ripiegamenti della quarta settimana in un tubo solo, l'endocardio. Successivamente altre cellule, prevalentemente contrattili, si associano al tubo cardiaco generando il miocardio, separato dall'endocardio dalla gelatina cardiaca. Un terzo gruppo di cellule ricopre il miocardio, l'epicardio. Il cuore inizia a battere il giorno 22, e solo al 24 è in collegamento con la rete vascolare.

### Quarta settimana

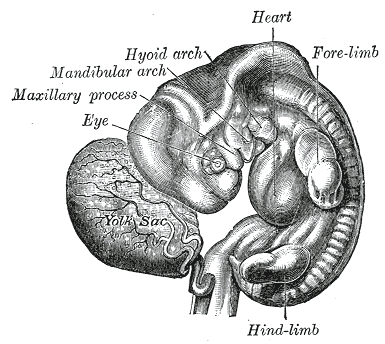
Rappresentazione di un embrione alla quarta settimana

Nella quarta settimana avviene la trasformazione dell'embrione da una struttura essenzialmente piatta ad una cilindrica, e la crescita della cavità amniotica, e quindi dell'ectoderma, più rapida rispetto al resto dell'embrione, e comunque in senso longitudinale. Tale espansione si traduce in uno "strabordo" dell'ectoderma sul resto del corpo, creando così una piega cefalica e una piega caudale, che gli abbozzi anteriori si portano sotto l'endoderma e ruotano su loro stessi; la rotazione a metà della quarta settimana è di 180°. Le pieghe si sviluppano anche in senso trasversale, con l'effetto di deporre uno strato di amnios attorno all'intero embrione e di ripiegare appunto i foglietti ruotando gli abbozzi. Le due pieghe danno origine quindi all'intestino primitivo, il cui lume è formato dal sacco vitellino rimasto nella piega dell'endoderma. La restante parte dell'endoderma crea il dotto vitellino. Il sacco vitellino racchiuso diventa la vescicola ombelicale.
Durante l'espansione del sacco amniotico, viene circondato sia il peduncolo ombelicale che il dotto del sacco vitellino, creando un rivestimento unico, il cordone ombelicale primitivo.
I movimenti delle pieghe creano altresì delle depressioni a forma di imbuto: una cefalica che termina con la membrana faringea (stomodeo); una caudale che termina con la membrana cloacale (proctodeo).
Una tasca dello stomodeo (tasca di Rathke) forma la adenoipofisi, mentre la neuroipofisi proviene dal pavimento del diencefalo.
Al 24º giorno il tubo neurale è chiuso lungo l'asse e anche le estremità (neuropori) sono chiuse, quella posteriore in leggero ritardo. La cresta neurale (4° foglietto) migra in diverse direzioni, formando le più disparate categorie: neuroni, neuroglia, melanociti e parte del derma, cartilagini della testa, muscoli dell'iride, la pars midollare del surrene e il setto del cuore. Tutto il restante endoderma va a formare le strutture di protezione e di scambio con l'esterno del corpo umano.
In principio si formano 42 coppie di somitomeri, di cui le prime 7 si uniscono tra loro, le ultime 5 degenerano, mentre le restanti 32 si frammentano in blocchi pieni chiamati somiti. Questi creano una cavità centrale, il miocele. Le cellule rivolte verso il tubo neurale costituiscono lo sclerotomo (vanno a formare vertebre, coste e scapole); quelle esterne formano il dermomiotomo, che si suddivide in dermatomo (parte del derma) e miotomo (muscoli del tronco e arti). Gli sclerotomi si separano dai somiti e si dispongono attorno al tubo neurale e alla notocorda; i dermatomi migrano verso l'ectoderma.
Il mesoderma intermedio dopo lo staccamento dei somiti, andrà a formare l'apparato urogenitale.
Il celoma, dopo l'avvolgimento dell'amnios, viene racchiuso in cavità: quella pleurica, pericardica e peritoneale. Le cellule che tappezzano queste cavità derivano dalla somatopleura (strato parietale) e dalla splancnopleura (strato viscerale).
La somatopleura inoltre andrà a formare la maggior parte del derma, parte della muscolatura liscia e le cartilagini e ossa degli arti, mentre la splancnopleura dà origine a sangue, cuore, parte della muscolatura liscia e la parte corticale della ghiandola surrenale.
L'endoderma forma infine quella che è la componente epiteliale dell'intestino e degli organi annessi.

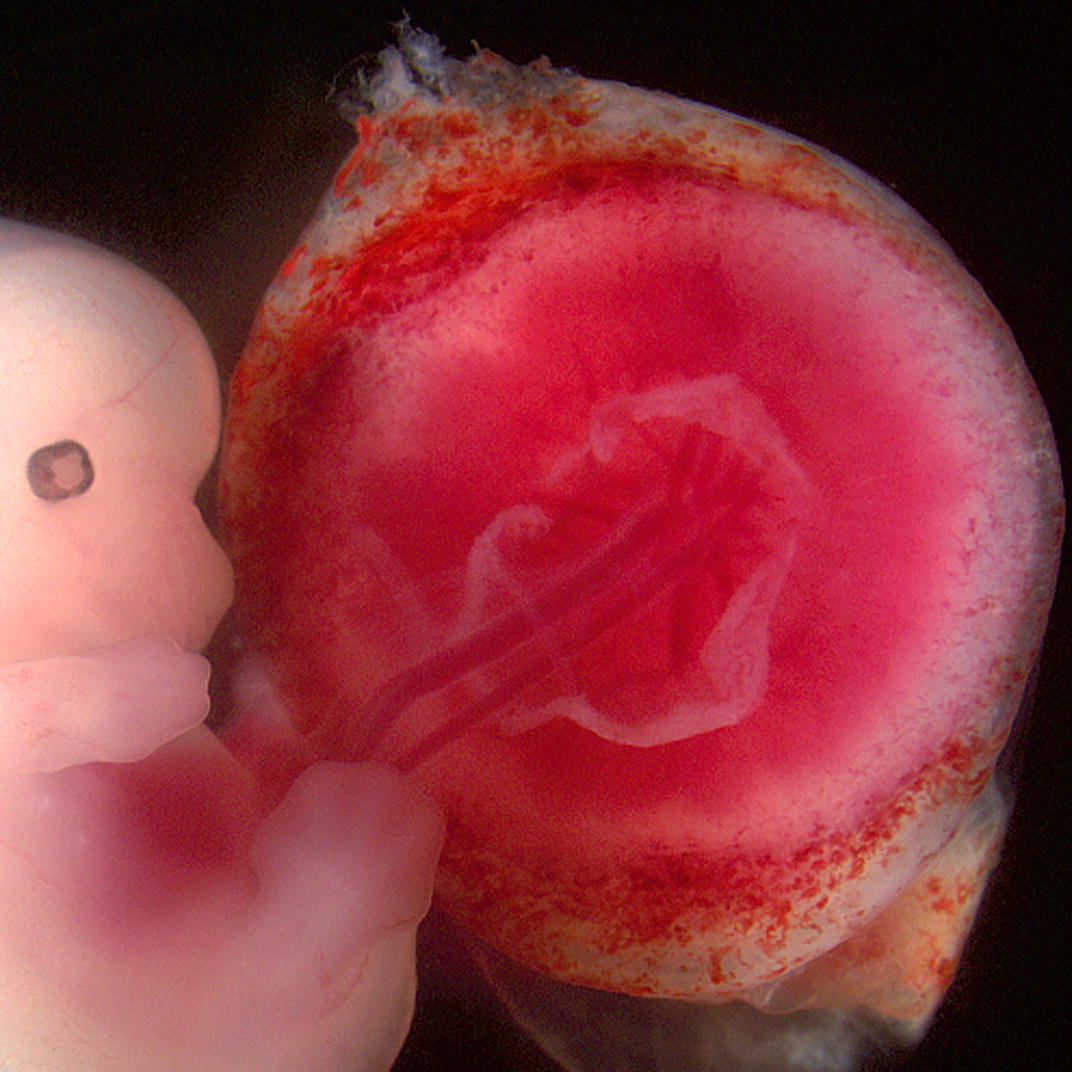
Feto umano impiantato nella mucosa uterina, con la placenta

## Fine del periodo embrionale
Dopo circa 8-9 settimane di sviluppo embrionale si parla ormai di feto, e l'immagine a destra illustra a che livello di sviluppo si è arrivati in questo momento.

## Galleria d'immagini

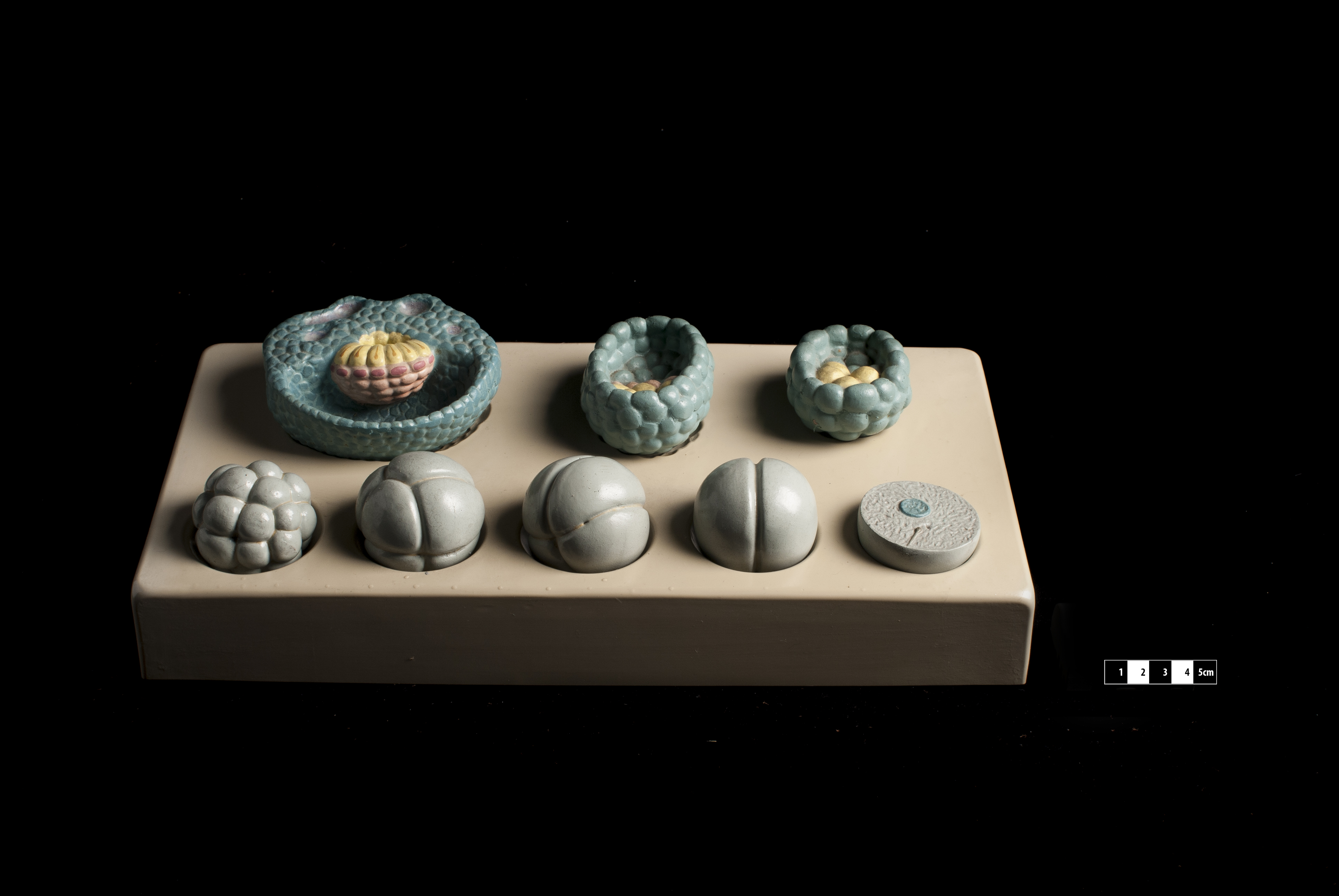
Rappresentando diverse fasi dell'embriogenesi
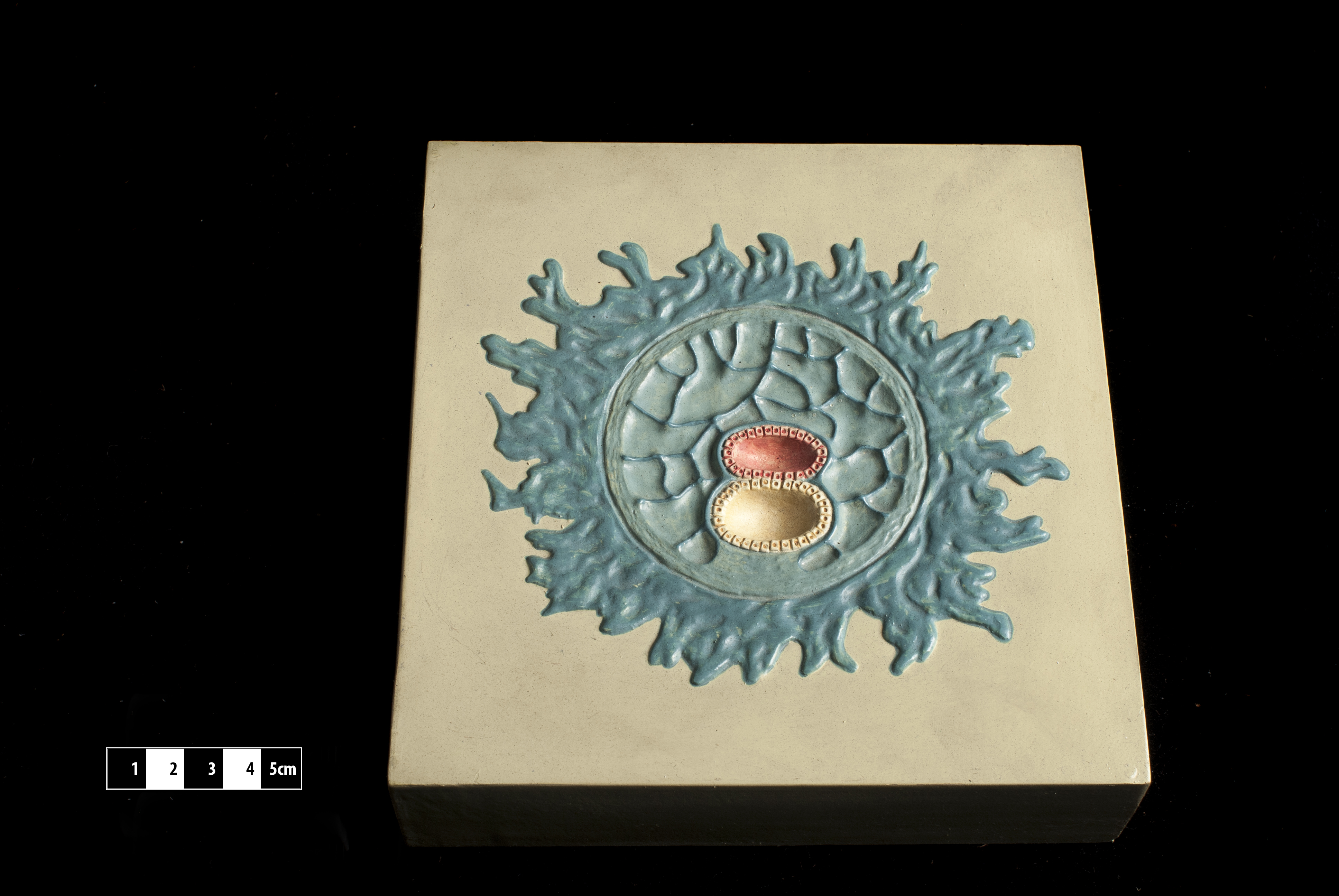
Fase iniziale del processo di gastrulazione
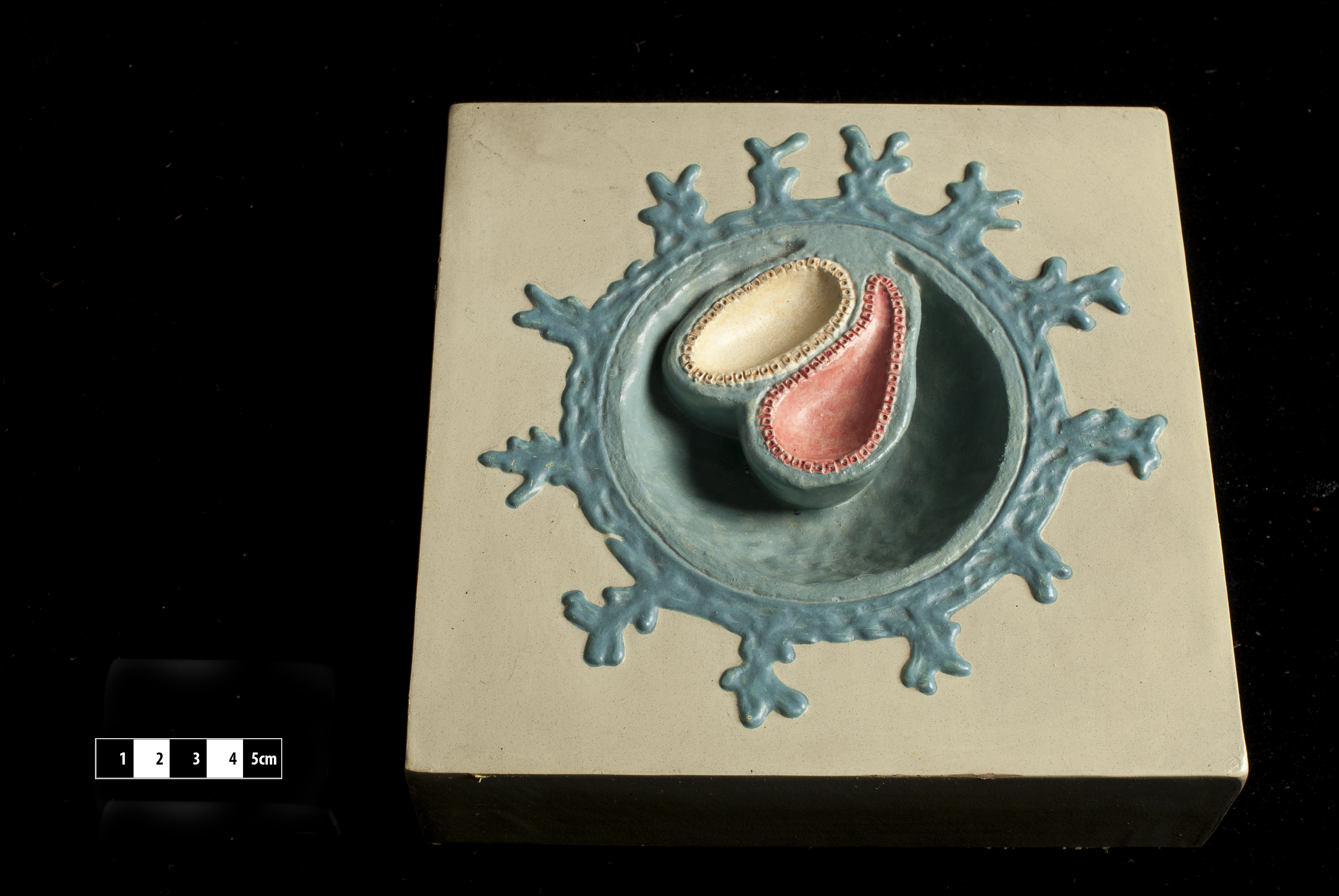
Fase del processo di gastrulazione
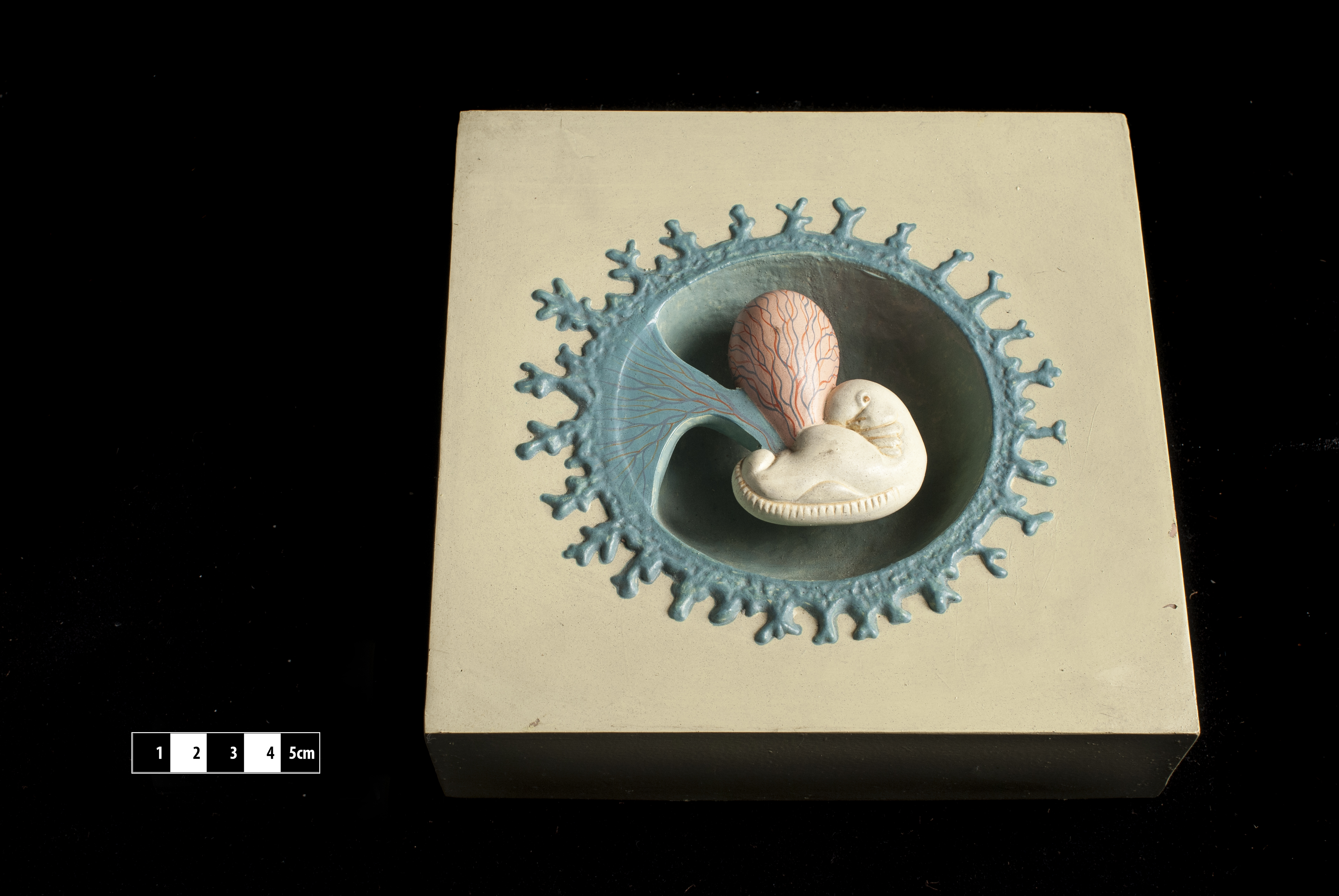
Top della forma dell'embrione
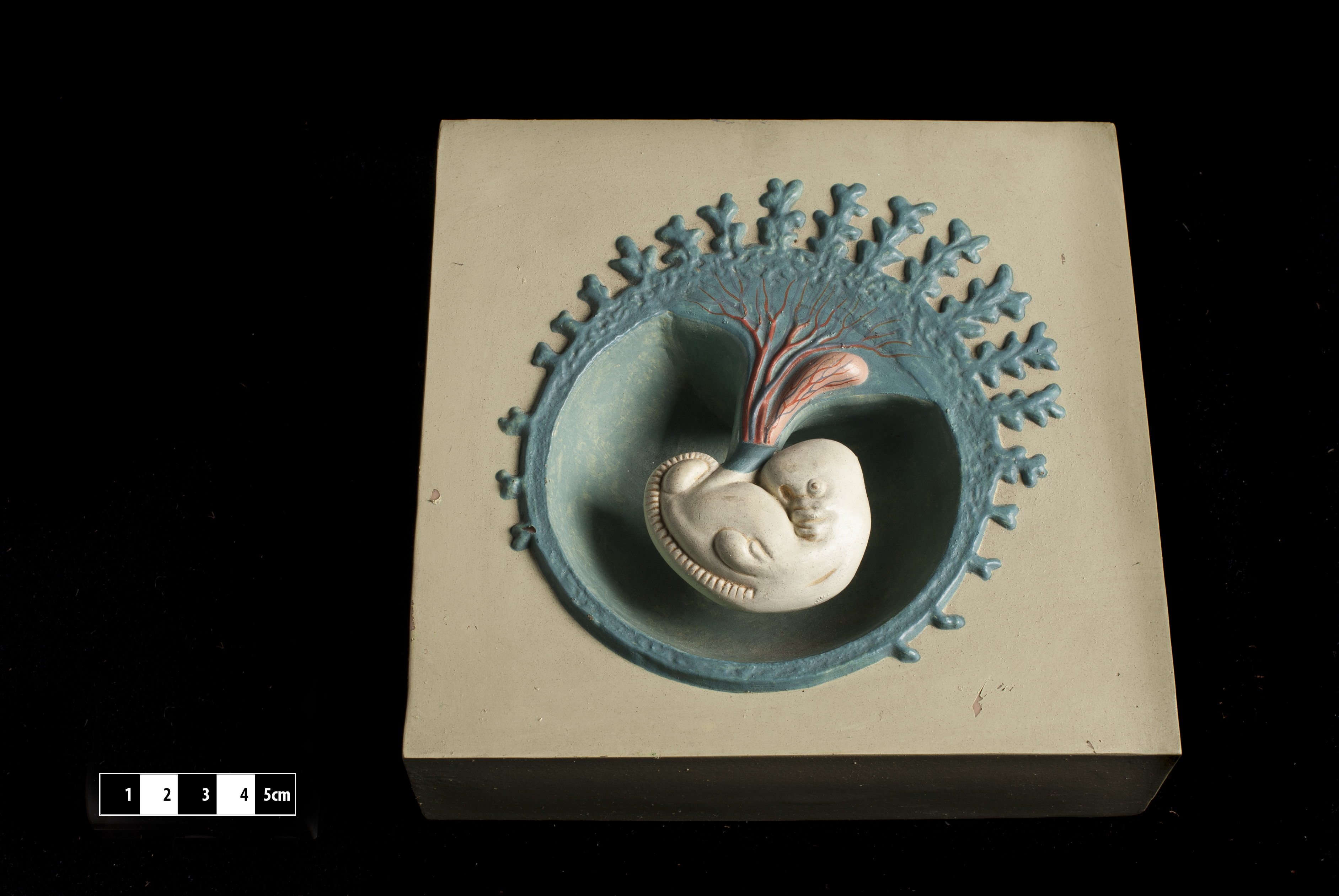
Istituzione di medio dell'embrione